# Logistica collaborativa
La logistica collaborativa (collaborative logistics) nella gestione della catena di distribuzione (supply chain management) delle aziende è una logistica basata sulla condivisione di infrastrutture, di personale e di processi tra aziende della stessa filiera produttiva per il trasporto e la distribuzione delle merci.
Il fine è di migliorare l'efficienza e la qualità del servizio e di ridurre gli sprechi di risorse. Il mezzo è l'adozione di strumenti informatici e di software che consentano di condividere il flusso di informazioni tra i partecipanti.